# Прісцилла Преслі
Прісцилла Енн Преслі (англ. Priscilla Ann Presley), до шлюбу Белю (Beaulieu )(нар. 24 травня 1945) — американська акторка, телеведуча, продюсерка, підприємиця й мемуаристка. Співзасновниця і колишня голова Elvis Presley Enterprises (EPE), компанії, яка перетворила Грейсленд у популярну туристичну пам'ятку США. 
Серед найвідоміших ролей: Дженна Вейд у телесеріалі «Даллас» (1983-88) та Джейн Спенсер у трилогії «Голий пістолет» (1988-94).

## Життєпис
Прісцилла Енн Вагнер народилася у Брукліні 24 травня 1945 року. Її дідусь по матері, Альберт Генрі Іверсен, народився в Егерсунді, Норвегія. Він емігрував до США, де одружився з Лорен Девіс (вона мала шотландсько-ірландське та англійське походження). Їхня єдина дочка, Анна Ліліан Іверсен, скорочено названа Енн, 10 серпня 1944 року одружилася з пілотом ВМС США Джеймсом Вагнером. У 19 років вона народила Прісціллу. Батько загинув в авіакатастрофі, повертаючись додому з відпустки, коли Прісциллі було 6 місяців.

### Стосунки з Елвісом Преслі
13 вересня 1959 року 14-річна Прісцилла Енн Вагнер зустріла Елвіса Преслі, на вечірці в його будинку, за його служби в армії. Батьки Прісцилли, обурені її пізнім поверненням, наполягали, щоб вона припинила зустрічі з Преслі. Однак він наполягав на зустрічах, обіцяючи повертати її додому вчасно. Вони багато часу проводили разом, доки Елвіс не залишив Німеччину в березні 1960 року. На 15-річну Прісциллу звалився шквал пропозицій про інтерв'ю по всьому світу та пліток про стосунки Преслі з Ненсі Сінатрою. Після повернення Елвіса до Америки вона підтримувала з ним контакт телефоном. У 1962 році батьки відпустили 18-річну Прісциллу на два тижні до Лос-Анджелеса (лише коли Преслі оплатив перший клас і тільки якщо вона щодня писатиме додому). Там Прісцилла вперше спробувала амфетаміни і снодійне, щоб іти в ногу зі способом життя Елвіса.
У березні 1963 року Енн Вагнер переїжджає в Америку за умови відвідування католицької школи, життя з батьком і мачухою Преслі в окремому будинку до закінчення середньої школи та подальшого шлюбу. Однак через кілька тижнів переїхала до Елвіса в Грейсленд.
Енн Вагнер завжди мріяла поїхати в Голлівуд, проте була змушена залишитися в Мемфісі, бо Преслі постійно посилався на зайнятість для поїздки. Під час фільмування «Viva Las Vegas» Преслі почав роман з зіркою Енн-Маргрет і переконував Вагнер, що це просто чутки для реклами фільму, і закликав не вірити пресі. В наступні кілька років Преслі мав стосунки з багатьма зірками, заперечуючи їх існування. Зрештою він дозволив Прісциллі відвідувати його в Голлівуді, але візити були короткими.
У 1966 році Вагнер вступила в шлюб з Елвісом Преслі. Елвіс не хотів одружуватися, перш за все через страх, що його кар'єра постраждає від шлюбу. Він був такий засмучений з приводу весілля, що одного дня Прісцилла помітила, як він плакав. На запитання, чому не скасує весілля, відповів: «У мене немає вибору». За словами Марті Лакера, близького друга Елвіса, Паркер практично затягував його в шлюб, наполягаючи, що як з Джеррі Лі Льюїсом, на його кар'єрі можна буде поставити хрест, якщо той не одружиться. Однак інші, як-от Джо Еспозіто, наполягали, що Елвіс був «радий нарешті одружитися з Прісциллою».
Елвіс переніс весілля на кілька місяців. Вони одружилися 1 травня 1967 року в Лас-Вегасі. Медовий місяць провели в Палм-Спрінгз.
Від стосунків з Елвісом народила дочку Лізу Марі Преслі (американська співачка, авторка-виконавиця, композиторка, поетеса та акторка).

### Подальші стосунки
Не одружуючись повторно, Прісцилла Преслі мала численні стосунки після розлучення з Елвісом у 1973 році. Відразу після цього вона жила з інструктором карате Майком Стоуном; вони розійшлися в 1975. Потім зустрічалася з фотографом Террі О'Нілом, адвокатом Робертом Кардашьяном, з перукарем Елі Езерзером і фінансистами Морганом Максфілдом і Кірком Керкоріаном.
З 1978 року, Преслі мала 6 років переривчастих стосунків із моделлю Майклом Едвардсом, поки він не почав розвивати почуття до її доньки, Лізи Марі, якій під час стосунків Преслі з Едвардсом було від 10 до 16 років. Едвардс розповідає про їхні стосунки у своїй книзі «Прісцілла, Елвіс і я» (1988), де ідеться про її зв’язки з Хуліо Іглесіасом і Річардом Гіром на початку 1980-х.
Найдовше Преслі зустрічалася з бразильським сценаристом Марко Антоніо Гарсіа (він же Марко Гарібальді), з яким прожила 22 роки. У 1984 році їх познайомила Кеті Мондерін, після того як він написав сценарій, який вона прочитала, сподіваючись стати продюсеркою. 1 березня 1987 народила сина Навароне Гарібальді (музикант). (У той час Преслі знімалася в прайм-тайм мильній опері «Даллас», і її вагітність була написана в сюжетній лінії). У 2006 вони припинили стосунки. На початку роману Преслі переконалася, що Гарібальді підпише угоду про те, що якщо вони розійдуться, він не напише про неї книгу.
У 2006-2009 роках Преслі зустрічалася з керівником британського телебачення Найджелом Літго. На початку 2010-х її пов'язували з ресторатором Річі Палмером, колишнім чоловіком Ракель Велч, а також з австралійським артистом Баррі Крокером і ді-джеєм Тобі Анстісом.
Прісцилла і Том Джонс підтримували дружбу з 1965 року. Час від часу з’являлися чутки, що вони зустрічаються, які Джонс заперечував.
Через свою доньку Лізу Марі Преслі має чотирьох онуків, включаючи акторку Райлі Кіо. У 2022 році Преслі стала прабабусею через Райлі Кео. Її донька Ліза Марі померла після зупинки серця та ускладнень баріатричної хірургії 12 січня 2023 року у віці 54 років.

## Кар'єра акторки та ведучої
Прісцилла Преслі виявляла інтерес до танців і моделінгу, колись була моделлю для місцевого магазину. Гел Б. Волліс, голлівудський продюсер, який фінансував багато її попередніх фільмів, виявив зацікавленість у підписанні контракту з Преслі. Однак під час свого шлюбу вона ніколи не займалася цією діяльністю як кар’єрою, натомість називаючи акторську майстерність чи зйомку у фільмах "хобі".
Прісцилла була чутливою до думки Елвіса, а той не хотів, щоб вона зробила власну кар'єру. Він часто повторював популярний в той час вислів: «Місце жінки вдома, де вона має піклуватися про свого чоловіка». Прісцилла не займалася моделінгом і не підписувала жодних ексклюзивних контрактів, натомість виконувала бажання чоловіка.
Спочатку Преслі запропонували роль однієї з головних героїв у фільмі «Ангели Чарлі». Вона відмовилася від ролі, оскільки їй не сподобався серіал.
У 1980 році Преслі дебютувала на телебаченні як співведуча програми Those Amazing Animals.
У 1983 році виконала свою першу професійну акторську роль в епізоді 2 сезону серіалу "Каскадер" (англ. "The Fall Guy") під назвою «Manhunter»
Потім зіграла в телевізійному фільмі «Любов назавжди» з Майклом Лендоном. Попри те, що більшість акторів і знімальної групи добре ставилися до неї, а її акторську гру похвалили кілька її колег, їй було важко працювати з Лендоном на знімальному майданчику.
Після телевізійного показу фільму Прісцилла Преслі виконала роль Дженни Вейд у мильній опері "Даллас". Будучи третьою акторкою, яка зіграла Дженну (після Морган Фейрчайлд і Франсін Такер), вона грала цю роль найдовше. А після того, як серіал було подовжено, стала регулярною акторкою. У 1988, через 5 років, Преслі покинула серіал. Під час її роботи над цим проєктом їй також пропонували роль дівчини Бонда, Стейсі Саттон, у фільмі «Вид на вбивство» (1985), але їй довелося відмовитися від ролі через неспівпадіння розкладів. Зрештою роль дісталася колишній зірці "Ангелів Чарлі" Тані Робертс.
У 1988 році Преслі знялася з Леслі Нільсеном у фільмі «Голий пістолет: З архіві поліції!» у ролі Джейн Спенсер. Критик Роджер Еберт високо оцінив її гру, сказавши, що її «легкий комічний штрих» допоміг збалансувати надмірний гумор у фільмі. Вона продовжила зніматися в наступних двох фільмах серії: «Голий пістолет 2½: Запах страху» (1991) і «Голий пістолет 33⅓: Остання образа» (1994). Усі три фільми мали гарні касові збори.
У проміжках вона зіграла в «Пригодах Форда Ферлейна» (1990) з Ендрю Дайс Клеєм. З середини до кінця 1990-х вона виступала в якості гості в хітових телесеріалах "Район Мелроуз", "Touched by an Angel" і "Спін-сіті".
Преслі дебютувала в жанрі пантоміми в «Білосніжці та семи гномах» у Новому Вімблдонському театрі, Вімблдон, Лондон, під час Різдва 2012 року, зігравши з Ворвіком Девісом. Вона повторила роль Злої Королеви в Манчестерському оперному театрі в 2014 році.
"Прісцилла" — байопік 2023 року про її стосунки з Елвісом, знятий Софією Копполою, з благословення самої акторки.

## Активізм
З 2003 року Преслі є послом Фонду Мрії, організації, що базується в Санта-Барбарі і виконує бажання невиліковно хворих дорослих та їхніх родин. 2006 року вона допомогла відкрити реабілітаційний центр «Стоунхок» у Мічигані.
Прісцилла Преслі приєдналася до Церкви саєнтології разом зі своєю дочкою після смерті Елвіса. У 2016 році, коли Ліза Марі покинула саєнтологію, повідомлялося, що Прісцилла також дистанціювалася від церкви, однак у жовтні 2017 року представник Прісцилли Преслі заперечив, що вона залишила церкву.

## Фільмографія
| Рік       |    | Українська назва                   | Оригінальна назва                      | Роль                                        |
| --------- | -- | ---------------------------------- | -------------------------------------- | ------------------------------------------- |
| 1982      | тф |                                    | Love Is Forever                        | Сенді Редфорд                               |
| 1983      | с  | Каскадер                           | The Fall Guy                           | Сабріна Колдвелл (Епізод: «Manhunter»)      |
| 1983—1988 | с  | Даллас                             | Dallas                                 | Дженна Вейд (143 епізоди)                   |
| 1988      | ф  | Голий пістолет                     | The Naked Gun                          | Джейн Спенсер                               |
| 1990      | ф  | Пригоди Форда Ферлейна             | The Adventures of Ford Fairlane        | Колін Саттон                                |
| 1991      | ф  | Голий пістолет 2½: Запах страху    | The Naked Gun 2+1⁄2: The Smell of Fear | Джейн Спенсер                               |
| 1993      | с  | Байки зі склепу                    | Tales from the Crypt                   | Джина (Епізод: «Oil's Well That Ends Well») |
| 1994      | ф  | Голий пістолет 33⅓: Остання образа | Naked Gun 33+1⁄3: The Final Insult     | Джейн Спенсер Дребін                        |
| 1996      | с  | Район Мелроуз                      | Melrose Place                          | медсестра Бенсон (3 епізоди)                |
| 1997      | с  | Дотик янгола                       | Touched by an Angel                    | доктор Мег Солтер (Епізод: «Labor of Love») |
| 1998      | тф | Сніданок з Ейнштейном              | Breakfast with Einstein                | Кілін                                       |
| 1999      | с  | Спін-Сіті                          | Spin City                              | Марі Патерно (2 епізоди)                    |
| 1999      | тф | Зірка га ім'я Гейлі Вагнер         | Hayley Wagner, Star                    | Сью Вагнер                                  |
| 2008      | с  | Танці з зірками                    | Dancing with the Stars                 | гість (6-й сезон)                           |
| 2025      | ф  | Голий пістолет                     | The Naked Gun                          | Джейн Спенсер Дребін                        |